# Лихославльский муниципальный округ
Лихославльский муниципальный округ — административно-территориальная единица и одноимённое муниципальное образование (муниципальный округ) в центральной части Тверской области России.
Административный центр — город Лихославль.

## География
Площадь — 1781 км².
Район расположен в центральной части области и граничит:
- на севере — с Максатихинским округом
- на востоке — с Рамешковским округом,
- на юго-востоке — с Калининским округом,
- на юго-западе — с Торжокским округом,
- на западе — со Спировским округом.

Основные реки — Медведица, Кава, Тифина (Тихвинка).

## История
До Октябрьской революции 1917 года примерно половина территории района входила в Новоторжский уезд. Другая часть относилась к Вышневолоцкому, Бежецкому и Тверскому уездам Тверской губернии.
Лихославльский район был образован 12 июля 1929 года, в составе Тверского округа Московской области. В состав район вошла территория Калашниковской, Лихославльской и частично Новоторжской волостей Новоторжского уезда, а также части Волховской, Залазинской и Первитинской волостей Тверского уезда.
К началу 1930 года Лихославльский район включал следующие сельсоветы: Анциферовский, Барановский, Больше-Плосковский, Бухоловский, Вескинский, Винокольский, Вышковский, Горшковский, Губский, Дубихинский, Зайковский, Захарьинский, Звягинский, Золотихинский, Иванцевский, Кавский, Калашниковский, Кузовинский, Лазаревский, Микшинский, Михайло-Горский, Октябрьский, Сташковский, Парфеновский, Первитинский, Поторочкинский, Рыкушкинкий, Селезнихинский, Селищенский, Сосновицкий, Сошниковский, Стрешковский, Тимошинский, Трубинский, Хмельниковский и Чашковский.
15 февраля 1931 года был образован рабочий посёлок Калашниково, а Калашниковский с/с упразднён.
29 января 1935 года Лихославльский район вошёл в Калининскую область. Северная часть нынешнего района в 1929—1956 годах входила в Новокарельский район (до 1935 года — Толмачёвский район).
Коллективизация была завершена в основном к 1934. Ведущими отраслями сельского хозяйства были льноводство и молочное скотоводство.
С июля 1937 года Лихославльский и Новокарельский районы были включены в состав Карельского национального округа, просуществовавшего до 1939.
Во время Великой Отечественной войны Лихославльский район избежал оккупации, но предприятия и колхозный скот были эвакуированы. Район понёс большой ущерб от вражеских бомбёжек.
В 1963 году Лихославльский район включён в состав Торжокского, но в 1964 году восстановлен.
5 апреля 2021 года муниципальный район и входящие в его состав городские и сельские поселения были преобразованы в Лихославльский муниципальный округ, как административно-территориальная единица район был преобразован в округ, город Лихославль наделён статусом города окружного значения

## Население
| 1939    | 1959    | 1970    | 1979    | 1989    | 2002    | 2006    | 2009    | 2010    |
| ------- | ------- | ------- | ------- | ------- | ------- | ------- | ------- | ------- |
| 44 537  | ↘43 671 | ↘39 251 | ↘35 232 | ↘33 942 | ↘30 079 | ↘28 400 | ↘27 416 | ↗28 492 |
| 2011    | 2012    | 2013    | 2014    | 2015    | 2016    | 2017    | 2018    | 2019    |
| ↘28 371 | ↘28 299 | ↘28 198 | ↘28 042 | ↘27 831 | ↘27 445 | ↘27 020 | ↘26 407 | ↘25 955 |
| 2020    | 2021    |         |         |         |         |         |         |         |
| ↘25 730 | ↘24 974 |         |         |         |         |         |         |         |

### Урбанизация
В городских условиях (город Лихославль и пгт Калашниково) проживают 61,04 % населения.
Гендерный состав
По данным переписи 2002 года население составило 30 079 жителей (13 537 мужчин и 16 542 женщины).

### Национальный состав
По итогам переписи населения 2020 года проживали следующие национальности (национальности менее 0,1 % и другое, см. в сноске к строке «Другие»):
| Национальность | Численность, чел. | Доля     |
| -------------- | ----------------- | -------- |
| Русские        | 21 568            | 86,36 %  |
| Карелы         | 1015              | 4,06 %   |
| Армяне         | 334               | 1,34 %   |
| Таджики        | 332               | 1,33 %   |
| Езиды          | 299               | 1,20 %   |
| Украинцы       | 120               | 0,48 %   |
| Киргизы        | 118               | 0,47 %   |
| Узбеки         | 101               | 0,40 %   |
| Татары         | 75                | 0,30 %   |
| Азербайджанцы  | 48                | 0,19 %   |
| Чеченцы        | 43                | 0,17 %   |
| Белорусы       | 42                | 0,17 %   |
| Молдаване      | 36                | 0,14 %   |
| Лезгины        | 30                | 0,12 %   |
| Грузины        | 27                | 0,11 %   |
| Немцы          | 26                | 0,10 %   |
| Чуваши         | 25                | 0,10 %   |
| Другие         | 735               | 2,96 %   |
| Итого          | 24 974            | 100,00 % |

## Административно-муниципальное устройство
В Лихославльский район, с точки зрения административно-территориального устройства области, входили 8 поселений.
В Лихославльский муниципальный район, с точки зрения муниципального устройства, входили 8 муниципальных образований, в том числе 1 городских поселения и 6 сельских поселений:
| №        | Муниципальное образование (до 17.04.2021) | Административный центр | Количество населённых пунктов | Население (чел.) | Площадь (км²) |
| -------- | ----------------------------------------- | ---------------------- | ----------------------------- | ---------------- | ------------- |
| 1e-06    | Городские поселения:                      |                        |                               |                  |               |
| 1        | город Лихославль                          | город Лихославль       | 4                             | ↘11 855          | 16,15         |
| 2        | посёлок Калашниково                       | пгт Калашниково        | 1                             | ↘4226            | 4,39          |
| 2.000002 | Сельские поселения:                       |                        |                               |                  |               |
| 3        | Вёскинское сельское поселение             | деревня Вёски          | 38                            | ↘2896            | 244,54        |
| 4        | Кавское сельское поселение                | деревня Кава           | 41                            | ↘1667            | 253,25        |
| 5        | Микшинское сельское поселение             | село Микшино           | 32                            | ↘1085            | 278,79        |
| 6        | Сосновицкое сельское поселение            | деревня Сосновицы      | 50                            | ↘1442            | 395,82        |
| 7        | Станское сельское поселение               | деревня Стан           | 26                            | ↘754             | 186,23        |
| 8        | Толмачёвское сельское поселение           | село Толмачи           | 56                            | ↘1375            | 404,26        |

Законом Тверской области от 17 апреля 2017 года № 24-ЗО были преобразованы, путём их объединения, муниципальные образования:
- Первитинское и Кавское сельские поселения в Кавское сельское поселение;
- Ильинское, Крючковское и Вескинское сельские поселения в Вёскинское сельское поселение;
- Барановское и Сосновицкое сельские поселения в Сосновицкое сельское поселение.

### Населённые пункты
В Лихославльском районе 248 населённых пунктов.
| №   | Населённый пункт   | Тип              | Население | Муниципальное образование (до 17.04.2021) |
| --- | ------------------ | ---------------- | --------- | ----------------------------------------- |
| 1   | Алайково           | деревня          | 11        | Ильинское сельское поселение              |
| 2   | Александрово       | деревня          | 35        | Микшинское сельское поселение             |
| 3   | Ананкино           | деревня          | 16        | Микшинское сельское поселение             |
| 4   | Андрюково          | деревня          | 1         | Станское сельское поселение               |
| 5   | Анжиково           | деревня          | ↘13       | Сосновицкое сельское поселение            |
| 6   | Анцифарово         | деревня          | ↘110      | Сосновицкое сельское поселение            |
| 7   | Афанасово          | деревня          | 1         | Ильинское сельское поселение              |
| 8   | Барановка          | деревня          | ↗379      | Барановское сельское поселение            |
| 9   | Бархатиха          | деревня          | 46        | Барановское сельское поселение            |
| 10  | Белочеревица       | деревня          | 0         | Барановское сельское поселение            |
| 11  | Березовка          | деревня          | 27        | Толмачевское сельское поселение           |
| 12  | Берестово          | деревня          | 17        | Вёскинское сельское поселение             |
| 13  | Бобрище            | деревня          | 8         | Станское сельское поселение               |
| 14  | Бойцово            | деревня          | 18        | Микшинское сельское поселение             |
| 15  | Большая Переходня  | деревня          | 1         | Первитинское сельское поселение           |
| 16  | Большое Звягино    | деревня          | 46        | Кавское сельское поселение                |
| 17  | Большое Плоское    | село             | ↗75       | Барановское сельское поселение            |
| 18  | Бор                | деревня          | 61        | Станское сельское поселение               |
| 19  | Борки              | деревня          | 9         | Толмачевское сельское поселение           |
| 20  | Бочельниково       | деревня          | 18        | Первитинское сельское поселение           |
| 21  | Бронино            | деревня          | ↘29       | Микшинское сельское поселение             |
| 22  | Васильки           | деревня          | 24        | Толмачевское сельское поселение           |
| 23  | Васиха             | деревня          | 12        | Ильинское сельское поселение              |
| 24  | Вёски              | деревня          | ↘625      | Вёскинское сельское поселение             |
| 25  | Ветча              | деревня          | 0         | Толмачевское сельское поселение           |
| 26  | Ветчино            | деревня          | 20        | Станское сельское поселение               |
| 27  | Виноколы           | деревня          | 75        | Ильинское сельское поселение              |
| 28  | Владенино          | деревня          | 8         | Ильинское сельское поселение              |
| 29  | Владычня           | деревня          | ↗16       | Вёскинское сельское поселение             |
| 30  | Волосово           | деревня          | 1         | Вёскинское сельское поселение             |
| 31  | Волхово            | деревня          | 136       | Микшинское сельское поселение             |
| 32  | Воробьёво          | деревня          | 48        | Толмачевское сельское поселение           |
| 33  | Ворониха           | деревня          | 23        | Кавское сельское поселение                |
| 34  | Воскресенское      | деревня          | 7         | Толмачевское сельское поселение           |
| 35  | Вырец              | деревня          | ↘16       | Микшинское сельское поселение             |
| 36  | Вырцово            | деревня          | 9         | Вёскинское сельское поселение             |
| 37  | Высокое            | деревня          | 1         | Толмачевское сельское поселение           |
| 38  | Высокуши           | деревня          | 47        | Станское сельское поселение               |
| 39  | Выставка           | деревня          | 14        | Станское сельское поселение               |
| 40  | Вышково            | село             | ↘225      | Микшинское сельское поселение             |
| 41  | Гаврилково         | деревня          | 15        | Толмачевское сельское поселение           |
| 42  | Гайново            | деревня          | ↘17       | Сосновицкое сельское поселение            |
| 43  | Гнездово           | деревня          | 130       | Станское сельское поселение               |
| 44  | Гнездцы            | деревня          | 30        | Вёскинское сельское поселение             |
| 45  | Горка              | деревня          | 28        | Станское сельское поселение               |
| 46  | Горки              | деревня          | 13        | Ильинское сельское поселение              |
| 47  | Городилово         | деревня          | 24        | Вёскинское сельское поселение             |
| 48  | Горшково           | деревня          | 7         | Кавское сельское поселение                |
| 49  | Гришкино           | деревня          | 1         | Микшинское сельское поселение             |
| 50  | Гришутино          | деревня          | 1         | Толмачевское сельское поселение           |
| 51  | Губка              | деревня          | 72        | Вёскинское сельское поселение             |
| 52  | Гурилиха           | деревня          | 1         | Микшинское сельское поселение             |
| 53  | Гутты              | деревня          | ↘27       | Сосновицкое сельское поселение            |
| 54  | Дворище            | деревня          | 1         | Толмачевское сельское поселение           |
| 55  | Дели               | деревня          | 24        | Кавское сельское поселение                |
| 56  | Денежное           | деревня          | 22        | Толмачевское сельское поселение           |
| 57  | Дерново            | деревня          | 24        | Станское сельское поселение               |
| 58  | Дивовка            | деревня          | 0         | Микшинское сельское поселение             |
| 59  | Дойбино            | деревня          | 18        | Первитинское сельское поселение           |
| 60  | Долганово          | деревня          | 15        | Толмачевское сельское поселение           |
| 61  | Доманиха           | деревня          | 25        | Микшинское сельское поселение             |
| 62  | Домантово          | деревня          | ↘49       | Сосновицкое сельское поселение            |
| 63  | Дроздово           | деревня          | 1         | Первитинское сельское поселение           |
| 64  | Дубиха             | деревня          | 7         | Станское сельское поселение               |
| 65  | Дубниха            | деревня          | 23        | Толмачевское сельское поселение           |
| 66  | Дубровка           | деревня          | 0         | Станское сельское поселение               |
| 67  | Дуброво            | деревня          | 5         | Кавское сельское поселение                |
| 68  | Ершиха             | деревня          | ↘9        | Сосновицкое сельское поселение            |
| 69  | Жерехово           | деревня          | ↗37       | Сосновицкое сельское поселение            |
| 70  | Житниково          | деревня          | 1         | Толмачевское сельское поселение           |
| 71  | Заболотье          | деревня          | 14        | Толмачевское сельское поселение           |
| 72  | Задниково          | деревня          | 7         | Толмачевское сельское поселение           |
| 73  | Зайково            | деревня          | 34        | Первитинское сельское поселение           |
| 74  | Залазино           | село             | ↘273      | Микшинское сельское поселение             |
| 75  | Заручевье          | деревня          | ↘7        | Толмачевское сельское поселение           |
| 76  | Затулки            | деревня          | 40        | Барановское сельское поселение            |
| 77  | Захарино           | деревня          | ↘6        | Сосновицкое сельское поселение            |
| 78  | Захарово           | деревня          | 8         | Кавское сельское поселение                |
| 79  | Зенево             | деревня          | →0        | Сосновицкое сельское поселение            |
| 80  | Змеево             | деревня          | ↗26       | Толмачевское сельское поселение           |
| 81  | Золотиха           | деревня          | ↘57       | Кавское сельское поселение                |
| 82  | Иваново            | деревня          | 6         | Первитинское сельское поселение           |
| 83  | Иванцево           | деревня          | ↘7        | Сосновицкое сельское поселение            |
| 84  | Иваньково          | деревня          | 20        | Толмачевское сельское поселение           |
| 85  | Ивашиха            | деревня          | 11        | Ильинское сельское поселение              |
| 86  | Ильинское          | село             | ↘416      | Ильинское сельское поселение              |
| 87  | Исачиха            | деревня          | 7         | Станское сельское поселение               |
| 88  | Кава               | деревня          | ↗258      | Кавское сельское поселение                |
| 89  | Кагрушки           | деревня          | ↘11       | Сосновицкое сельское поселение            |
| 90  | Калашниково        | пгт              | ↘4226     | посёлок Калашниково                       |
| 91  | Калейкино          | деревня          | 5         | Микшинское сельское поселение             |
| 92  | Капустино          | деревня          | 14        | Кавское сельское поселение                |
| 93  | Климово            | деревня          | 26        | Толмачевское сельское поселение           |
| 94  | Клыпиха            | деревня          | 0         | Кавское сельское поселение                |
| 95  | Кожухово           | деревня          | 15        | Первитинское сельское поселение           |
| 96  | Козлово            | деревня          | 11        | Толмачевское сельское поселение           |
| 97  | Колмодворка        | деревня          | 32        | Толмачевское сельское поселение           |
| 98  | Комариха           | деревня          | 0         | Микшинское сельское поселение             |
| 99  | Константиново      | деревня          | 9         | Вёскинское сельское поселение             |
| 100 | Крапивка           | деревня          | 8         | Барановское сельское поселение            |
| 101 | Красная Горка      | деревня          | 0         | Микшинское сельское поселение             |
| 102 | Красница           | деревня          | 33        | Микшинское сельское поселение             |
| 103 | Кратусово          | деревня          | 64        | Кавское сельское поселение                |
| 104 | Крутое             | деревня          | 8         | Толмачевское сельское поселение           |
| 105 | Крючково           | деревня          | 20        | Вёскинское сельское поселение             |
| 106 | Крючково           | посёлок          | ↘1007     | Крючковское сельское поселение            |
| 107 | Куденёво           | деревня          | 11        | Станское сельское поселение               |
| 108 | Кузовино           | деревня          | ↗281      | Кавское сельское поселение                |
| 109 | Кузьмиха           | деревня          | 5         | Микшинское сельское поселение             |
| 110 | Кунилово           | деревня          | ↘1        | Сосновицкое сельское поселение            |
| 111 | Курганы            | деревня          | 28        | Толмачевское сельское поселение           |
| 112 | Курочкино          | деревня          | 1         | Станское сельское поселение               |
| 113 | Лазарево           | деревня          | 39        | Ильинское сельское поселение              |
| 114 | Лазарево           | деревня          | 0         | Толмачевское сельское поселение           |
| 115 | Лежнево            | деревня          | 1         | Первитинское сельское поселение           |
| 116 | Лисицино           | деревня          | 81        | Станское сельское поселение               |
| 117 | Лисьи Горы         | деревня          | 7         | Барановское сельское поселение            |
| 118 | Лиховидово         | деревня          | 5         | Кавское сельское поселение                |
| 119 | Лихославль         | город            | ↘11 017   | город Лихославль                          |
| 120 | Локотцы            | деревня          | ↘1        | Барановское сельское поселение            |
| 121 | Ломки              | деревня          | →0        | Сосновицкое сельское поселение            |
| 122 | Ломовое            | деревня          | 6         | Толмачевское сельское поселение           |
| 123 | Лужки              | деревня          | ↘17       | Сосновицкое сельское поселение            |
| 124 | Лукино             | деревня          | 59        | Кавское сельское поселение                |
| 125 | Любимовка          | деревня          | 1         | Толмачевское сельское поселение           |
| 126 | Макаровская Горка  | деревня          | 0         | Толмачевское сельское поселение           |
| 127 | Малая Березовка    | деревня          | 0         | Толмачевское сельское поселение           |
| 128 | Малая Переходня    | деревня          | 13        | Первитинское сельское поселение           |
| 129 | Малиновка          | деревня          | 0         | Толмачевское сельское поселение           |
| 130 | Малое Звягино      | деревня          | 10        | Кавское сельское поселение                |
| 131 | Малое Плоское      | деревня          | →0        | Сосновицкое сельское поселение            |
| 132 | Марково            | деревня          | 1         | Вёскинское сельское поселение             |
| 133 | Марково            | деревня          | 0         | Станское сельское поселение               |
| 134 | Марьино            | деревня          | 0         | Барановское сельское поселение            |
| 135 | Марьино            | деревня          | 8         | Станское сельское поселение               |
| 136 | Маханы             | деревня          | 1         | Микшинское сельское поселение             |
| 137 | Меледиха           | деревня          | 0         | Толмачевское сельское поселение           |
| 138 | Микшино            | село             | ↘384      | Микшинское сельское поселение             |
| 139 | Мирный             | посёлок          | 154       | Толмачевское сельское поселение           |
| 140 | Митецкое           | деревня          | 1         | Толмачевское сельское поселение           |
| 141 | Михайлова Гора     | деревня          | ↘142      | Сосновицкое сельское поселение            |
| 142 | Михайловское       | деревня          | 5         | Толмачевское сельское поселение           |
| 143 | Михеево            | деревня          | 1         | Вёскинское сельское поселение             |
| 144 | Мотошелиха         | деревня          | ↗10       | Барановское сельское поселение            |
| 145 | МПМК               | населённый пункт | 162       | город Лихославль                          |
| 146 | Мудрово            | деревня          | 18        | Кавское сельское поселение                |
| 147 | Мухреево           | деревня          | 12        | Микшинское сельское поселение             |
| 148 | Мяммино            | деревня          | 11        | Толмачевское сельское поселение           |
| 149 | Назарово           | деревня          | →1        | Сосновицкое сельское поселение            |
| 150 | Назарово           | деревня          | ↘131      | Толмачевское сельское поселение           |
| 151 | Некрасиха          | деревня          | 1         | Барановское сельское поселение            |
| 152 | Нигерёво           | деревня          | ↘0        | Сосновицкое сельское поселение            |
| 153 | Никифариха         | деревня          | ↘1        | Сосновицкое сельское поселение            |
| 154 | Никифорово         | деревня          | 13        | Ильинское сельское поселение              |
| 155 | Никулина Гора      | деревня          | 22        | Кавское сельское поселение                |
| 156 | Новая              | деревня          | 1         | Кавское сельское поселение                |
| 157 | Новинка            | деревня          | 0         | Толмачевское сельское поселение           |
| 158 | Ново-Воскресенское | деревня          | →0        | Сосновицкое сельское поселение            |
| 159 | Новый Стан         | деревня          | 12        | Станское сельское поселение               |
| 160 | Овинное            | деревня          | ↘8        | Сосновицкое сельское поселение            |
| 161 | Ожирово            | деревня          | 15        | Вёскинское сельское поселение             |
| 162 | Октябрево          | деревня          | 1         | Толмачевское сельское поселение           |
| 163 | Олино              | деревня          | 28        | Вёскинское сельское поселение             |
| 164 | Осиновая Гряда     | посёлок          | 478       | Вёскинское сельское поселение             |
| 165 | Осипково           | деревня          | 0         | Барановское сельское поселение            |
| 166 | Осташево           | деревня          | 0         | Толмачевское сельское поселение           |
| 167 | Осташково          | деревня          | ↘38       | Станское сельское поселение               |
| 168 | Павлово            | деревня          | 21        | Станское сельское поселение               |
| 169 | Павлово            | деревня          | 6         | Толмачевское сельское поселение           |
| 170 | Пальцево           | деревня          | 1         | Толмачевское сельское поселение           |
| 171 | Пантелиха          | деревня          | 8         | Станское сельское поселение               |
| 172 | Парфеново          | деревня          | ↗93       | Станское сельское поселение               |
| 173 | Пекши              | деревня          | ↘7        | Сосновицкое сельское поселение            |
| 174 | Первитино          | деревня          | ↗261      | Первитинское сельское поселение           |
| 175 | Песчанка           | деревня          | 1         | Толмачевское сельское поселение           |
| 176 | Петрушкино         | деревня          | 1         | Вёскинское сельское поселение             |
| 177 | Пиногощи           | деревня          | ↘31       | Микшинское сельское поселение             |
| 178 | Плешково           | деревня          | 1         | Микшинское сельское поселение             |
| 179 | Пнево              | деревня          | 1         | Кавское сельское поселение                |
| 180 | Поддубье           | деревня          | 1         | Кавское сельское поселение                |
| 181 | Подрезово          | деревня          | 6         | Первитинское сельское поселение           |
| 182 | Покровка           | деревня          | ↘1        | Сосновицкое сельское поселение            |
| 183 | Поляши             | деревня          | 1         | Кавское сельское поселение                |
| 184 | Поповка            | деревня          | 19        | Микшинское сельское поселение             |
| 185 | Поповка            | деревня          | 1         | Толмачевское сельское поселение           |
| 186 | Поршинец           | деревня          | 13        | Крючковское сельское поселение            |
| 187 | Поторочкино        | деревня          | 15        | Микшинское сельское поселение             |
| 188 | Приозерный         | посёлок          | 403       | Кавское сельское поселение                |
| 189 | Прудово            | деревня          | ↘212      | Толмачевское сельское поселение           |
| 190 | Пруды              | деревня          | 6         | Барановское сельское поселение            |
| 191 | Пруды              | деревня          | ↗66       | Вёскинское сельское поселение             |
| 192 | Прядчиха           | деревня          | 0         | Микшинское сельское поселение             |
| 193 | Пурышево           | деревня          | 12        | Барановское сельское поселение            |
| 194 | Пятниха            | деревня          | 45        | Вёскинское сельское поселение             |
| 195 | Райки              | деревня          | 0         | Толмачевское сельское поселение           |
| 196 | Раменье            | деревня          | 13        | Толмачевское сельское поселение           |
| 197 | Рассвет            | посёлок          | 0         | Микшинское сельское поселение             |
| 198 | Репное             | деревня          | 8         | Микшинское сельское поселение             |
| 199 | Рогово             | деревня          | 7         | Первитинское сельское поселение           |
| 200 | Рудаево            | деревня          | 0         | Вёскинское сельское поселение             |
| 201 | Рычково            | деревня          | 23        | Ильинское сельское поселение              |
| 202 | Рычково            | деревня          | 8         | Микшинское сельское поселение             |
| 203 | Сальниково         | деревня          | →0        | Сосновицкое сельское поселение            |
| 204 | Селезениха         | деревня          | ↗53       | Сосновицкое сельское поселение            |
| 205 | Семьеново          | деревня          | 18        | Вёскинское сельское поселение             |
| 206 | Соколово           | деревня          | 79        | Барановское сельское поселение            |
| 207 | Соломоново         | деревня          | 5         | Кавское сельское поселение                |
| 208 | Сорокино           | деревня          | 1         | Кавское сельское поселение                |
| 209 | Сосновицы          | деревня          | ↘247      | Сосновицкое сельское поселение            |
| 210 | Сосновка           | деревня          | 0         | Толмачевское сельское поселение           |
| 211 | Сошники            | деревня          | 23        | Микшинское сельское поселение             |
| 212 | Стан               | деревня          | ↗329      | Станское сельское поселение               |
| 213 | Станки             | деревня          | 10        | Кавское сельское поселение                |
| 214 | Старо-Карельское   | деревня          | 44        | Вёскинское сельское поселение             |
| 215 | Старо-Потрасово    | деревня          | 10        | Ильинское сельское поселение              |
| 216 | Старо-Русское      | деревня          | 8         | Кавское сельское поселение                |
| 217 | Старчиха           | деревня          | 6         | Микшинское сельское поселение             |
| 218 | Степанково         | деревня          | ↘0        | Сосновицкое сельское поселение            |
| 219 | Степаново          | деревня          | 25        | Первитинское сельское поселение           |
| 220 | Степная Нива       | деревня          | 0         | Барановское сельское поселение            |
| 221 | Сурминки           | деревня          | 10        | Вёскинское сельское поселение             |
| 222 | Сутоки             | деревня          | ↘0        | Сосновицкое сельское поселение            |
| 223 | Сухая Нива         | деревня          | ↘1        | Сосновицкое сельское поселение            |
| 224 | Телицино           | деревня          | 46        | Кавское сельское поселение                |
| 225 | Терешкино          | деревня          | ↗39       | Сосновицкое сельское поселение            |
| 226 | Тимошкино          | деревня          | 20        | Барановское сельское поселение            |
| 227 | Толмачи            | село             | ↘718      | Толмачевское сельское поселение           |
| 228 | Трестенка          | деревня          | 1         | Толмачевское сельское поселение           |
| 229 | Трещетино          | деревня          | 1         | Барановское сельское поселение            |
| 230 | Трофимки           | деревня          | 8         | Толмачевское сельское поселение           |
| 231 | Федово             | деревня          | 20        | Ильинское сельское поселение              |
| 232 | Хлестово           | деревня          | 1         | Станское сельское поселение               |
| 233 | Хмелевка           | деревня          | ↘7        | Сосновицкое сельское поселение            |
| 234 | Хмелевка           | деревня          | 0         | Толмачевское сельское поселение           |
| 235 | Хмельники          | деревня          | 8         | Вёскинское сельское поселение             |
| 236 | Холм               | деревня          | 23        | Первитинское сельское поселение           |
| 237 | Чашково            | деревня          | 88        | Барановское сельское поселение            |
| 238 | Челновка           | деревня          | 65        | город Лихославль                          |
| 239 | Черновка           | деревня          | 10        | Толмачевское сельское поселение           |
| 240 | Черняево           | деревня          | 6         | Толмачевское сельское поселение           |
| 241 | Шейново            | деревня          | 1         | Микшинское сельское поселение             |
| 242 | Шелехово           | деревня          | 1         | Толмачевское сельское поселение           |
| 243 | Широкая            | деревня          | 42        | Микшинское сельское поселение             |
| 244 | Шульгино           | деревня          | 18        | Станское сельское поселение               |
| 245 | Юбилейный          | посёлок          | 246       | город Лихославль                          |
| 246 | Яблонька           | деревня          | 0         | Толмачевское сельское поселение           |
| 247 | Язвиха             | деревня          | 89        | Станское сельское поселение               |
| 248 | Ячменниково        | деревня          | 5         | Толмачевское сельское поселение           |

Упразднённые населённые пункты:
- 2001 год - деревни Мошницы и Скоблево[32].

## Экономика
В 2007 году промышленности отгружено товаров, выполнено работ и услуг на общую сумму в 2,9 млрд рублей.

## Транспорт
От Лихославля ходят автобусы до д. Новый Стан (11.45; 17.45) и д. Лисицыно (15.00).
Из Москвы до Лихославля ходят электрички с Ленинградского вокзала.

## Достопримечательности
- Братское захоронение, Обелиск Победы в городе Лихославль
- Памятники, мемориальные доски и значимые места Лихославля

## Люди, связанные с районом
- Зорин, Иван Васильевич — в 1998 году стал первым «Почётным гражданином Лихославльского района», почётный гражданин города Духовщины Смоленской области[33].